# Kelvin Mateus de Oliveira
Kelvin Mateus de Oliveira (Curitiba, Paraná, 1 de junio de 1993), conocido como Kelvin, es un futbolista brasileño que juega para el  del Campeonato Brasileño de Serie C.

## Trayectoria

### Paraná
El futbolista fue presentado en el Paraná de la Serie B brasileña. Tras  una seguidilla de buenas actuaciones del joven jugador hicieron que fuese considerado por su entrenador, Dorival Júnior, como una de las grandes promesas de 2011.

### FC Porto
En 2011, el FC Porto que había mostrado interés por el jugador, lo fichó por aproximadamente 2 millones de dólares.
El 11 de mayo de 2013, marcó un gol decisivo en las últimas jornadas contra el máximo rival del F.C Porto, el SL Benfica, que permitió al FC Porto tomar ventaja en los instantes finales de la temporada.

### Rio Ave
En agosto de 2011, Kelvin fue cedido al Rio Ave.

### Palmeiras
En enero de 2015, Kelvin fue cedido al Palmeiras por una temporada. El 2 de diciembre de 2015, se coronó campeón de la Copa de Brasil 2015 jugando la final contra el Santos.

### São Paulo
El 4 de febrero de 2016, fue cedido al São Paulo hasta finales de 2016, sin costos y con opción de compra al final del préstamo. Su primer gol en São Paulo FC fue ante Linense CA, empatando el partido justo antes del final.

## Clubes
| Club                     | País     | Año       |
| ------------------------ | -------- | --------- |
| Paraná Clube             | Brasil   | 2010-2011 |
| F. C. Porto              | Portugal | 2011-2019 |
| Rio Ave F. C. (cedido)   | Portugal | 2011-2012 |
| S. E. Palmeiras (cedido) | Brasil   | 2015      |
| São Paulo F. C. (cedido) | Brasil   | 2016      |
| Vasco da Gama (cedido)   | Brasil   | 2017-2018 |
| Fluminense F. C.         | Brasil   | 2019      |
| Coritiba                 | Brasil   | 2019-2020 |
| Avaí F. C.               | Brasil   | 2020      |
| Botafogo                 | Brasil   | 2020-2021 |
| Vila Nova F. C.          | Brasil   | 2021      |
| F. C. Ryukyu             | Japón    | 2022-2023 |
| Clube do Remo            | Brasil   | 2025      |
| Volta Redonda F. C.      | Brasil   | 2025      |
| Náutico Capibaribe       | Brasil   | 2025-     |

## Palmarés

### Títulos nacionales
| Título                | Club            | País     | Año  |
| --------------------- | --------------- | -------- | ---- |
| Primeira Liga         | F. C. Porto     | Portugal | 2013 |
| Supercopa de Portugal | F. C. Porto     | Portugal | 2013 |
| Copa de Brasil        | S. E. Palmeiras | Brasil   | 2015 |